# Orthetrum rubens
Orthetrum rubens är en trollsländeart som beskrevs av Barnard 1937. Orthetrum rubens ingår i släktet Orthetrum och familjen segeltrollsländor. IUCN kategoriserar arten globalt som akut hotad. Inga underarter finns listade i Catalogue of Life.